# Минские епархиальные ведомости
Минские епархиальные ведомости — печатный орган Минской и Туровской епархии, издававшийся с 1868 по 1920 года с периодичностью 2 раза в месяц (в 1871–1872 гг. — еженедельно, в 1916 г. — 3 раза в месяц; после 1917 — с нарушением периодичности). Содержит значительный объем информации о церковно- и священнослужителях: сведения об их назначении на места, рукоположении, перемещении, награждении, увольнении за штат, смерти; списки выпускников епархиальной семинарии и духовных училищ, учителей церковно-приходских школ; сведения о наиболее ярких событиях епархиальной жизни, историко-статистические описания храмов; тексты проповедей, выступлений, статьи священнослужителей.
В декабре 1915 года из-за эвакуации издание журнала было перенесено в Рязань, где вышел последний за этот год № 19/20.
Первый редактор Антон Андреевич Орлов, по состоянию здоровья в 1869 году освобожден от духовно-учебной службы, после чего поступил чиновником в Государственный Контроль. «Минские епархиальные ведомости» состояли из официальной и неофициальной частей и по своей структуре были схожи с ведомостями других епархий. Редакция регулярно издавала Приложения к «Минским епархиальным ведомостям» разной тематики. Публиковались заметки, статьи и исследования по церковному краеведению Беларуси: от небольших исторических описаний отдельных храмов, монастырей, чудотворных икон, публикаций различных архивных документов до крупных серьезных исследований по истории Минской епархии, Минской духовной семинарии. Выпуск «Минских епархиальных ведомостей» возрожден по инициативе митрополита Минского Филарета в 1989 году, в год 1000-летия Крещения Руси. В журнале публикуются материалы на русском и белорусском языках. Начиная с 2016 года издание выпускается с новым названием — «Ведомости Минской митрополии». Периодичность выхода журнала — 1 раз в месяц.